# Quiotania
Quiotania é um género botânico pertencente à família Apocynaceae.